# Augustin-Marie Chabre-Biny
Pour les articles homonymes, voir Biny.
Augustin-Marie Chabre-Biny, né à Grenoble le 23 septembre 1872 et mort à Valence (Drôme) le 8 janvier 1924, est un sculpteur français.

## Biographie
Élève d'Alexandre Falguière, il obtient une mention honorable au Salon des artistes français, dont il est sociétaire, en 1908, avec un buste de l'archiviste André Lacroix.
On lui doit de nombreux monuments funéraires.